# Vladimír Gašparovič
Vladimír Gašparovič (* 17. července 1938) byl slovenský a československý politik Komunistické strany Slovenska a poslanec Sněmovny národů Federálního shromáždění za normalizace.

## Biografie
K roku 1976 se profesně uvádí jako soustružník. Ve volbách roku 1976 zasedl do slovenské části Sněmovny národů (volební obvod č. 102 – Trenčín, Západoslovenský kraj). Ve Federálním shromáždění setrval do konce funkčního období, tedy do voleb roku 1981.